# Ángel Olaran
Ángel Olaran (Hernani, 1938) es un misionero español que ha desarrollado durante gran parte de su vida una labor humanitaria en África.
Inicialmente estuvo 20 años en Tanzania y seguidamente 25 años en Etiopía en concreto en la localidad de Wukro, situada en la región de Tigray, fronteriza con Eritrea.
Los  principales proyectos en su Misión van encaminados al apoyo a niños huérfanos, desarrollo de escuelas, apoyo a enfermos de VIH/sida y apoyo a personas en riesgo de exclusión.

El hambre es un genocidio programado, tolerado. Hay que llamar a las cosas por su nombre. Y si las palabras han llegado a perder sentido, habrá que inventar un idioma nuevo.
Ángel Olaran

## Biografía y actividades
Nació en Hernani,  provincia de Guipúzcoa (España)  y comenzó trabajando durante 4 o 5 años en un banco. Después se puso en contacto con los Misioneros de África ordenándose  con 23 años.
Tras realizar el  servicio militar marchó a Tanzania donde estuvo 20 años.
Posteriormente se desplazó a Etiopía, a la localidad de  Wukro, situada en la región de Trigray.
Su trabajo está encaminado principalmente a tres áreas:
-Educación: Creó el establecimiento de Saint Mary’s como escuela profesional y técnica para hacer frente al problema del desempleo  en Wukro y en sus alrededores con formación profesional y técnica.
- Sanidad: Está involucrado  en la prevención del VIH/sida y proporcionar atención y apoyo necesarios a las víctimas de la pandemia además de cubrir a los huérfanos con necesidades sanitarias básicas.
- Nutrición: Desarrolla programas de nutrición para los huérfanos, ancianos que sufren de pobreza extrema y hogares que dependen de mujeres, para dar cobertura a sus necesidades de alimentación básicas.
Su labor ha sido reconocida con el nombramiento como doctor honoris causa por la Universidad de Mekelle y por la Universidad de Lérida en el año 2018.
En el año 2010 la Diputación de Guipúzcoa le otorgó la Medalla de Oro de Guipúzcoa.

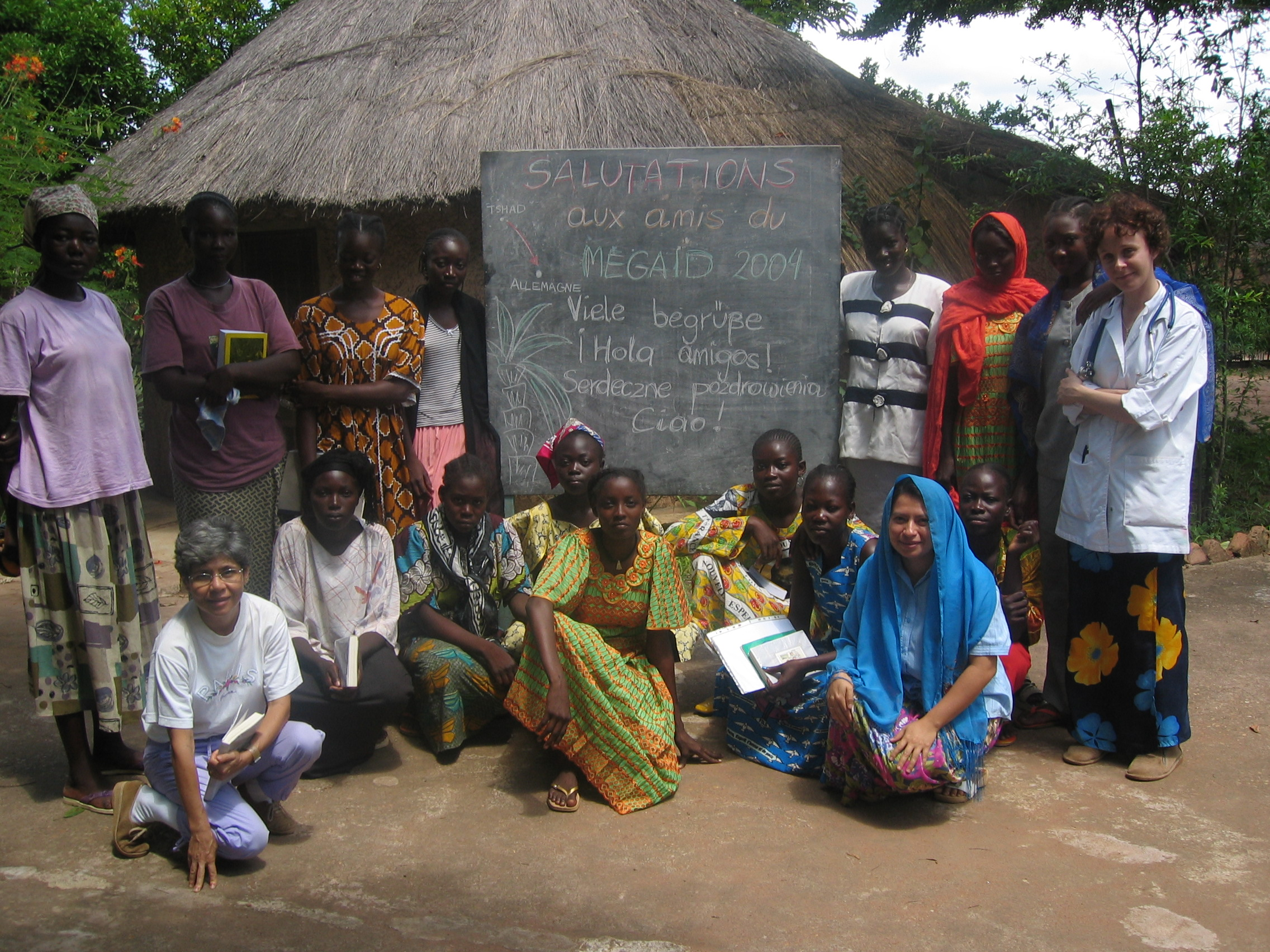
Misiones de África

En el año 2023 la Diputación de Guipúzcoa le otorgó el premio cooperante del año Agustín Ugarte por su extensa labor en Tanzania y Etiopía.
Siempre ha intentado promover la concienciación del primer mundo con respecto al tercer mundo porque, como él mismo reconoce, es una labor que debe mejorar .